# نظم كهرميكانيكية بصرية صغرى
النظم الكهروميكانيكية البصرية الصغرى (إم أو إي إم إس) (بالإنجليزية: Microoptoelectromechanical systems)‏، المعروفة باسم النظم الكهروميكانيكية الصغرى البصرية، ليست فئة خاصة من النظم الكهروميكانيكية الصغرى (ميمس) بل هي مجموعة من الميمس المدمجة مع البصريات الدقيقة؛ وذلك يتضمن استشعار أو معالجة الإشارات البصرية على نطاق صغير جدًا باستخدام النظم الميكانيكية والبصرية والكهربائية المتكاملة. تتضمن النظم الكهروميكانيكية البصرية الصغرى مجموعة متنوعة من الأجهزة، كالمبدل البصري، والتوصيل البصري المتبادل، والليزر سطحي الإصدار ذو الجوف الشاقولي الانضباطي، ومقاييس الإشعاع الحراري المجهري. تُصنع هذه الأجهزة عادة باستخدام البصريات الدقيقة وتقنيات التجهيز الآلي القياسية باستخدام مواد مثل السيليكون وثاني أكسيد السيليكون ونيتريد السليكون وزرنيخيد الغاليوم.

## تاريخ النظم الكهروميكانيكية البصرية الصغرى
خلال الفترة 1991-1993، استخدم الدكتور إم. إدوارد موتاميدي، وهو مبتكر سابق في روكويل إنترناشيونال في مجالات النظم الكهروميكانيكية الصغرى والبصريات الدقيقة، داخليًا اختصار «إم أو إي إم إس» للنظم الكهروميكانيكية البصرية الصغرى. وذلك من أجل التمييز بين الميمس البصرية وإم أو إي إم إس، إذ يمكن أن تشتمل ميمس البصرية على بصريات مجمعة لكن إم أو إي إم إس تعتمد فعليًا على التقنيات الدقيقة حيث تُعالج أجهزة إم أو إي إم إس على دفعات تمامًا مثل الدارات المتكاملة، ولكن هذا ليس صحيحًا في معظم الحالات بالنسبة إلى الميمس البصرية.
وفي عام 1993، قدم الدكتور موتاميدي رسميًا إم أو إي إم إس لأول مرة، بوصفه المزيج القوي من الميمس والبصريات الدقيقة، في حديث ضمن الاستعراضات النقدية التي يقوم بها البرنامج الخاص للعلوم البصرية والتكنولوجيا التابع لجمعية مهندسي الأجهزة البصرية (إس بّي آي إي) في مؤتمر سان دييغو. في هذا الحديث، قدم الدكتور موتاميدي شكلا يوضح أن (إم أو إي إم إس) هو تفاعل ثلاث تقنيات دقيقة رئيسية؛ والتي هي البصريات الدقيقة والميكانيكا الدقيقة والإلكترونيات الدقيقة.